# Phylloscopus yunnanensis
Phylloscopus yunnanensis là một loài chim trong họ Phylloscopidae.